# If These Walls Could Talk
If These Walls Could Talk (conocida como Si las paredes hablasen en España y Si estas paredes hablaran en Argentina) es una película para televisión de 1996, transmitida por el canal HBO. En ella se relata la historia de tres mujeres distintas y sus experiencias con el tema del aborto. Cada una de las tres historias se lleva a cabo en el mismo escenario, una casa, con 22 años de diferencia entre cada segmento: 1952, 1974 y 1996. Los tres segmentos fueron coescritos por Nancy Savoca, en colaboración con Susan Nanus, I. Marlene King y los hermanos Earl y Pamela Wallace. Savoca dirigió las dos primeras partes, mientras que Cher, ganadora de un premio Óscar dirigió la tercera. Anne Heche, protagonista del tercer segmento ambientado en 1996 pasó a dirigir la secuela de la película, la cual recibió un premio Emmy.
Las experiencias de las mujeres contadas en cada segmento fueron diseñadas para mostrar la opinión popular de la sociedad sobre el tema del aborto, en cada una de las últimas décadas de los años noventa. If These Walls Could Talk se convirtió en un éxito de forma sorpresiva y ha sido una de las películas de HBO mejor valoradas hasta la fecha. Este éxito comercial y de crítica fue seguido de un lanzamiento internacional, y dio lugar a una secuela, If These Walls Could Talk 2 (2000), protagonizada por Sharon Stone, Michelle Williams, Chloë Sevigny y Ellen DeGeneres, en la cual desarrolla el tema de la homosexualidad en tres épocas diferentes.
Las películas Common Ground (2000) y Las horas (2002) también utilizaron el formato de "segmentos" al abordar la cuestión de la homofobia como lo hizo If These Walls Could Talk.

## Reparto
Segmento de 1952:
- Demi Moore - Claire Donnelly
- Shirley Knight - Mary Donnelly
- Catherine Keener - Becky Donnelly
- Jason London - Kevin Donnelly
- CCH Pounder - Jenny Ford

Segmento de 1974:
- Hedy Burress - Linda Barrows
- Sissy Spacek - Barbara Barrows
- Xander Berkeley - John Barrows
- Janna Michaels - Sally Barrows
- Ian Bohen - Scott Barrows
- Zack Eginton - Ryan Barrows

Segmento de 1996:
- Anne Heche - Christine Cullen
- Cher - Dr. Beth Thompson
- Jada Pinkett Smith - Patti
- Eileen Brennan - Tessie
- Lindsay Crouse - Frances White
- Craig T. Nelson - Jim Harris
- Matthew Lillard - Protestante

## Premios y nominaciones
| Premios y nominaciones                           | Premios y nominaciones                                                              | Premios y nominaciones | Premios y nominaciones |
| Premio                                           | Categoría                                                                           | Motivos                | Resultado              |
| ------------------------------------------------ | ----------------------------------------------------------------------------------- | ---------------------- | ---------------------- |
| Premios Emmy                                     | Mejor película hecha para televisión                                                |                        | Nominada               |
| Premios Emmy                                     | Mejor edición de miniserie o especial de televisión - Producción sencilla de cámara |                        | Nominada               |
| Premios Emmy                                     | Mejor peluquería en una miniserie o especial de televisión                          |                        | Nominada               |
| Premios Satellite                                | Mejor miniserie o película para televisión                                          |                        | Nominada               |
| Premios Satellite                                | Mejor actriz de reparto - Miniserie o película para televisión                      | Cher                   | Nominada               |
| NAACP Image Awards                               | Mejor actriz en una película para televisión o miniserie                            | Jada Pinkett Smith     | Nominada               |
| Globo de Oro                                     | Mejor miniserie o telefilme                                                         |                        | Nominada               |
| Globo de Oro                                     | Mejor actriz de serie, miniserie o telefilme                                        | Demi Moore             | Nominada               |
| Globo de Oro                                     | Mejor actriz de reparto de serie, miniserie o telefilme                             | Cher                   | Nominada               |
| Red Nacional de Medios para la Educación - EE.UU | Gold Apple                                                                          |                        | Ganadora               |